# Chechehet
 (mai 2015).
Si vous disposez d'ouvrages ou d'articles de référence ou si vous connaissez des sites web de qualité traitant du thème abordé ici, merci de compléter l'article en donnant les références utiles à sa vérifiabilité et en les liant à la section « Notes et références ».

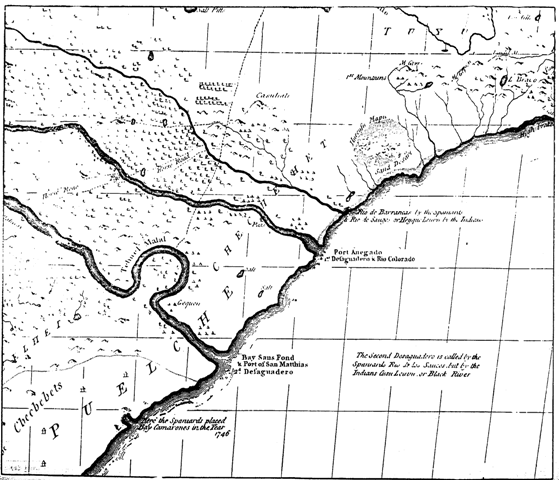
Chechehet

Les Chechehets sont l'un des trois groupes principaux de l'ethnie des hets. 
Entre les XVe et  XVIIIe siècles ils habitaient les régions argentines de El Ajó, El Tuyú, el Mullún, et les serranías de Tandil, et de la 
Ventana. C’est-à-dire qu'ils occupaient la moitié sud de la province de Buenos Aires.